# 459

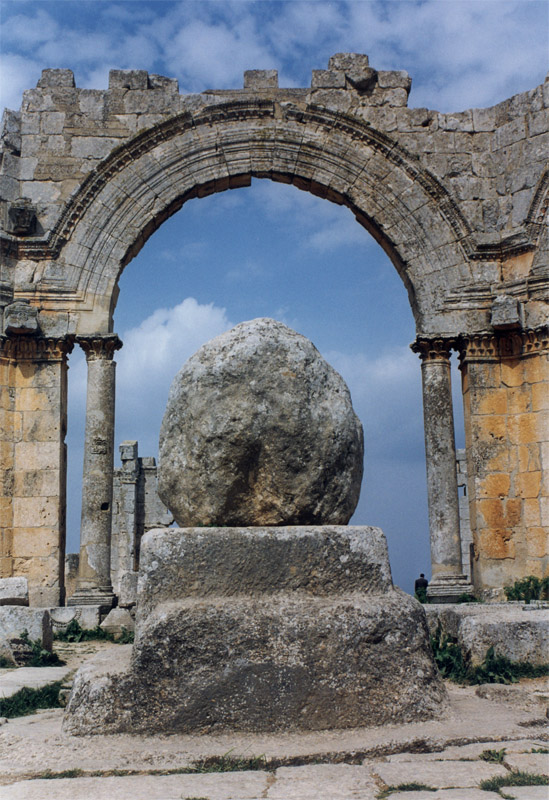
Ruïne van de pilaar van Simeon de Styliet

Het jaar 459 is het 59e jaar in de 5e eeuw volgens de christelijke jaartelling.

## Gebeurtenissen

### Klein-Azië
- Keizer Leo I tekent een vredesverdrag met de Ostrogoten. Koning Theodomir stuurt zijn 5-jarige zoon Theodorik als gijzelaar naar het hof van Constantinopel. Tijdens deze periode leert hij veel over de Romeinse gebruiken (Latijn en religie) en krijgskunst.

### Brittannië
- Koning Vortigern verbrandt levend tijdens een belegering in Herefordshire (Wales). Romano-Britten onder bevel van Ambrosius Aurelianus verslaan de Britten.

### Europa
- De Franken veroveren Trier, gelegen aan de Moezel (Noord-Gallië). Het Frankische Rijk groeit uit tot een militaire macht en beïnvloedt de Romeinse politiek.
- De 22-jarige Remigius wordt tot bisschop van Reims gekozen. (waarschijnlijke datum)

### Perzië
- Peroz (r. 459-484) volgt zijn broer Hormazd III op als koning van het Perzische Rijk.

### Azië
- Koning Dhatusena regeert over Sri Lanka en herstelt het bewind in Anuradhapura.

## Overleden
- Hormazd III, koning van de Sassaniden (Perzië)
- Simeon de Styliet, Syrisch pilaarheilige
- Vortigern, koning van de Britten (waarschijnlijke datum)